# جانلوکا دی جولیو
جانلوکا دی جولیو (انگلیسی: Gianluca Di Giulio؛ زادهٔ ۱۷ فوریهٔ ۱۹۷۲) بازیکن فوتبال اهل ایتالیا است.
از باشگاه‌هایی که در آن بازی کرده‌است می‌توان به باشگاه فوتبال هلاس ورونا و باشگاه فوتبال بنونتو اشاره کرد.